# اختراع الشعب اليهودي (كتاب)
اختراع الشعب اليهودي هو كتاب صدر باللغة العبرية أولاً، ثم بالإنجليزية عام 2009 عن دار فيرسو للنشر Verso Books، يتحدث فيه البروفيسور الإسرائيلي شلومو ساند (بالإنجليزية: Shlomo Sand)‏ عن أسطورة اختراع الشعب اليهودي (بالإنجليزية: The Invention of The Jewish People)‏.
تصدر الكتاب قائمة «أفضل الكتب مبيعاً» لمدة 19 أسبوعاً في إسرائيل نفسها، وصدرت منه ثلاث طبعات في فرنسا، وحاز جائزة Prix Aujourd'hui [الفرنسية] الفرنسية.

## نبذة عن الكتاب
- يقول ساند أنه ليس هناك وثائق تاريخية تثبت طرد الرومان للشعب اليهودي في أي وقت من الأوقات، حيث أنه من المستحيل لوجيسيتيا في ذلك الوقت ترحيل مئات الآلاف من مكان لآخر.
- اليهود المعاصرون لا ينحدرون من أصول اليهود القدامى الذين عاشوا في أرض إسرائيل القديمة، ولا يوجد ما يسمى «العرق» اليهودي، واليهود لا ينتسبون لمنبع واحد، بالضبط مثل المسلمين والمسيحيين المعاصرين.
- لم يُرَحَّلْ اليهود خارج البلاد على أيدي الرومان خلال القرن الثاني الميلادي، وأغلبهم ظل يعيش في البلاد حتى أزمنة «الفتح الإسلامي- القرن السابع والثامن الميلادي»، وقد تحول الكثير منهم إلى الإسلام، واستوعبتهم الأمة الإسلامية، مما يعني أن العديد من أسلاف فلسطينيي اليوم كانوا يهودا.
- يرى «ساند» أن أسطورة «الشتات» اليهودي بدأت مع عصور المسيحية الأولى، لجذب اليهود للديانة الجديدة.
- ظهرت في ألمانيا مجموعة من المثقفين اليهود الذين تأثروا بالحماس المتقد للقومية الألمانية، وأخذوا على عاتقهم مهمة «اختراع» قومية يهودية.
- ويرى «ساند» أن فكرة الوعد بعودة الأمة اليهودية إلى الأرض الموعودة، هي فكرة غريبة تماما على «اليهودية»، وهي لم تظهر إلا مع ميلاد "الصهيونية"، حيث تعامل اليهود من قبل مع الأراضي المقدسة كأماكن تُعَظَّم، وليس من الضروري العيش في كنفها –تماما مثلما يتعامل المسلمون مع أماكنهم المقدسة-.[2]